# Dimartedì
Dimartedì  è un talk show politico in onda in prima serata su LA7 dal 16 settembre 2014 con la conduzione di Giovanni Floris.

## Il programma
La trasmissione si apre con una consueta copertina satirica. In studio sono presenti esponenti della politica, dell'economia, della società e del giornalismo. I sondaggi sono affidati a Nando Pagnoncelli.  

### Storia del programma
Il programma va in onda in diretta e con inserti registrati ma montati come fossero in diretta dagli "Studios" (Ex Stabilimenti Cinematografici De Paolis) di Via Tiburtina 521 a Roma.
La trasmissione parte male, con share al 3-4% contro il 10-11% di Ballarò condotto da Massimo Giannini su Rai 3, ma di settimana in settimana il programma di Floris si avvicina sempre più a quello di Giannini, infatti il 17 marzo 2015 per la prima volta Dimartedì (5,91%) sorpassa Ballarò (5,52%), con il programma di Rai 3 ai minimi storici. Nella seconda stagione Dimartedì supererà definitivamente la trasmissione di Rai 3, affermandosi tra i programmi più seguiti di LA7.
Il 29 maggio 2018 la trasmissione tocca il suo record storico con circa 3 000 000 di telespettatori e con uno share del 14%, e posizionandosi la terza rete della serata. Dopo il decreto del Presidente del Consiglio dei Ministri (DCPM) del 4 marzo 2020, il programma va in onda senza pubblico in studio a causa del Coronavirus.

### La copertina
Come fece su Ballarò dal 2007, Floris ha affidato la copertina satirica del programma al comico Maurizio Crozza, che è rimasto fino al 2016. Da gennaio a marzo 2017 la copertina è stata curata dal comico Maurizio Lastrico, mentre dal 4 aprile 2017 al 13 giugno 2017 la copertina è stata curata dal duo comico Luca e Paolo, che è ritornato dal 23 novembre 2021. Dal 12 settembre 2017 la copertina è stata curata dal comico Gene Gnocchi. Dal 22 settembre 2020 la copertina è stata curata da Neri Marcorè. Dalla 9ª alla 11ª edizione la copertina è curata nuovamente da Luca e Paolo, che tornano anche a metà puntata con un secondo intervento.

### La squadra
Il conduttore del programma è Giovanni Floris. La storica squadra di autori di Ballarò che hanno seguito Floris a LA7 (Raffaello Fabiani, Raffaella Malaguti, Mercedes Vela Cossio e Vicsia Portel fino allo scorso anno) è stata rafforzata fin dalla stagione iniziale 2014-2015 dagli arrivi di Guido Dell'Aquila (ex vicedirettore di TG3 e di Rai 3) e di Cristina Missiroli. Poi negli anni si sono aggiunti Carlo Romano e Isotta Galloni, mentre Vicsia Portel è emigrata a Mediaset. Agli inviati provenienti da Ballarò (Andrea Scazzola e Cristina Buonvino) si è aggiunta dalla stagione 2018-2019 Laura Gobbetti, volto storico di Sky, che cura tra l'altro la rassegna stampa di mezzanotte.

### La sigla
La sigla è il brano Sixteen Tons di Tennessee Ernie Ford. In trasmissione è stata suonata e cantata nel corso delle edizioni da Paolo Fresu, Fabrizio Bosso, Natasha Korsakova, Vinicio Capossela, Tosca D'Aquino, Salvatore Accardo, Mannarino, Tosca e Gigliola Cinquetti.

### Ospiti frequenti
Ci sono giornalisti che intervengono con regolare frequenza nel programma, per interloquire con i politici ospiti di Floris. Tra questi: Massimo Franco, Concita De Gregorio, Massimo Giannini, Corrado Augias, Helga Cossu, Marco Damilano, Alessandro Sallusti, Pietro Senaldi. Vi sono poi personaggi senza un ruolo politico che intervengono frequentemente nel programma per essere intervistati sui fatti di attualità: Marco Travaglio, Elsa Fornero, Ilaria Capua, Barbara Gallavotti, Mattia Santori.
Durante l'undicesima edizione, gli ospiti  intervistati singolarmente da Floris con maggiore frequenza sono: Michele Santoro, Massimo Giannini, Pier Luigi Bersani e Corrado Augias. Nei talk corali, invece, presenze costanti sono quelle di: Elisabetta Piccolotti, Alessandro Di Battista e Elsa Fornero.

## Edizioni
| Edizione | Conduzione      | Periodo           | Periodo        | Puntate |
| Edizione | Conduzione      | Inizio            | Fine           | Puntate |
| -------- | --------------- | ----------------- | -------------- | ------- |
| 1ª       | Giovanni Floris | 16 settembre 2014 | 9 giugno 2015  | 37      |
| 2ª       | Giovanni Floris | 15 settembre 2015 | 21 giugno 2016 | 38      |
| 3ª       | Giovanni Floris | 13 settembre 2016 | 13 giugno 2017 | 37      |
| 4ª       | Giovanni Floris | 12 settembre 2017 | 12 giugno 2018 | 38      |
| 5ª       | Giovanni Floris | 18 settembre 2018 | 4 giugno 2019  | 36      |
| 6ª       | Giovanni Floris | 10 settembre 2019 | 9 giugno 2020  | 38      |
| 7ª       | Giovanni Floris | 8 settembre 2020  | 8 giugno 2021  | 37      |
| 8ª       | Giovanni Floris | 7 settembre 2021  | 14 giugno 2022 | 38      |
| 9ª       | Giovanni Floris | 6 settembre 2022  | 13 giugno 2023 | 36      |
| 10ª      | Giovanni Floris | 19 settembre 2023 | 11 giugno 2024 | 37      |
| 11ª      | Giovanni Floris | 17 settembre 2024 | 10 giugno 2025 | 37      |

## Programmazione
| Edizione | Rete televisiva | Anno      | Programmazione | Programmazione | Programmazione | Programmazione | Programmazione | Programmazione | Programmazione | Collocazione |
| Edizione | Rete televisiva | Anno      | L              | M              | M              | G              | V              | S              | D              | Collocazione |
| -------- | --------------- | --------- | -------------- | -------------- | -------------- | -------------- | -------------- | -------------- | -------------- | ------------ |
| 1ª       | LA7             | 2014-2015 |                |                |                |                |                |                |                | prima serata |
| 2ª       | LA7             | 2015-2016 |                |                |                |                |                |                |                | prima serata |
| 3ª       | LA7             | 2016-2017 |                |                |                |                |                |                |                | prima serata |
| 4ª       | LA7             | 2017-2018 |                |                |                |                |                |                |                | prima serata |
| 5ª       | LA7             | 2018-2019 |                |                |                |                |                |                |                | prima serata |
| 6ª       | LA7             | 2019-2020 |                |                |                |                |                |                |                | prima serata |
| 7ª       | LA7             | 2020-2021 |                |                |                |                |                |                |                | prima serata |
| 8ª       | LA7             | 2021-2022 |                |                |                |                |                |                |                | prima serata |
| 9ª       | LA7             | 2022-2023 |                |                |                |                |                |                |                | prima serata |
| 10ª      | LA7             | 2023-2024 |                |                |                |                |                |                |                | prima serata |
| 11ª      | LA7             | 2024-2025 |                |                |                |                |                |                |                | prima serata |